# Сезарина
Сезарина (порт. Cezarina) — муниципалитет в Бразилии, входит в штат Гояс. Составная часть мезорегиона Юг штата Гойас. Входит в экономико-статистический микрорегион Вали-ду-Риу-дус-Бойс. Население составляет 8074 человека на 2007 год. Занимает площадь 415,809 км². Плотность населения — 19,46 чел./км².

## Статистика
- Валовой внутренний продукт на 2007 год составляет 103 912 765,00 реалов (данные: Бразильский институт географии и статистики).
- Валовой внутренний продукт на душу населения на 2007 год составляет 14 065,20 реалов (данные: Бразильский институт географии и статистики).
- Индекс развития человеческого потенциала на 2000 год составляет 0,747 (данные: Программа развития ООН).